# Панкарана
Панкарана (італ. Pancarana) — муніципалітет в Італії, у регіоні Ломбардія, провінція Павія.
Панкарана розташована на відстані близько 450 км на північний захід від Рима, 45 км на південь від Мілана, 15 км на південний захід від Павії.
Населення — 314 осіб (2014).

## Демографія
Населення за роками:

Станом на 1 січня 2023 року в муніципалітеті офіційно проживало 30 іноземців з 9 країн, серед них 19 громадян країн Євросоюзу та 3 громадяни України.

## Сусідні муніципалітети
- Бастіда-Панкарана
- Кастеллетто-ді-Брандуццо
- Червезіна
- Меццана-Рабаттоне
- Піццале
- Вогера
- Цинаско